# Obernbreit
Obernbreit er en købstad (markt) i Landkreis Kitzingen i Regierungsbezirk Unterfranken, i den tyske delstat Bayern. Den er en del af Verwaltungsgemeinschaft Marktbreit.

## Geografi
Obernbreit ligger i Region Würzburg.